# Panagiōtīs Pounnas
Panagiōtīs Pounnas (in greco: Παναγιώτης Πούννας; 14 agosto 1969) è un ex calciatore cipriota, di ruolo centrocampista.

## Carriera

### Club
Ha trascorso l'intera carriera nelle file dell'Anorthosis.

### Nazionale
Tra il 1990 e il 2001 ha giocato 13 partite con la Nazionale cipriota.